# Protichneumon superomediae
Protichneumon superomediae är en stekelart som beskrevs av Tohru Uchida 1935. Protichneumon superomediae ingår i släktet Protichneumon och familjen brokparasitsteklar. Utöver nominatformen finns också underarten P. s. scopus.